# Silvio Camboni
Silvio Camboni (Santadi, 4 settembre 1967) è un fumettista italiano.

## Carriera
Nasce a Santadi, in provincia di Cagliari il 4 settembre 1967, quando è ancora studente di architettura inizia nel 1988 a collaborare come disegnatore alla Walt Disney Italia dal 1988 con la quale esordisce su Topolino n° 1778 e pubblicando anche su altre testate Disney quali MM, XMickey, Minni, Paperino Mese, Paperfantasy, Topomistery, Monster Allergy.
Si diploma nel 1985 al Liceo Artistico di Cagliari, e si laurea in Architettura al Politecnico di Milano nel 1993.
Realizzazione alcuni cartoni animati tridimensionali e di un film realizzato in computer grafica 3-D, destinato al circuito dei cinema dinamici statunitensi. Con Bepi Vigna crea nel 1999 il personaggio di Baby Legs, di cui pubblica una storia nell'albo n° 50 della Legs Weaver della Sergio Bonelli Editore.
Nel 1996 partecipa all'organizzazione del Premio al Fumetto Lo Scultone. Nel 1998 collabora con la Sardinian School, la scuola del fumetto di Cagliari, nell'ambito della quale ha insegnato fumetto e illustrazione. Nel 2001 avvia le sue collaborazioni in Francia con un albo a fumetti pubblicato da Source/La Sirène, Le Vin Illustré en Bandes dessinée; a questo fa seguito, nel 2002, Le Foot Illustré en Bande Dessinée. Dal 2004 collabora con Les Humanoides Associés, importante casa editrice francese, per la quale disegna la serie Gargouilles, su testi di Denis-Pierre Filippi. Dal 2005 collabora con la casa editrice belga Dupuis, per la quale disegna la serie a fumetti Nefesis, su testi sempre di Denis-Pierre Filippi.
Dal 2009 collabora con la casa editrice francese Vents d'Ouest del gruppo Glènat, per la quale disegna la serie a fumetti Willy Wonder, su testi di Francesco Artibani.
Nel 2011 inizia un'altra serie con lo stesso editore, Le Voyage Extraordinaire, una trilogia su testi di Denis-Pierre Filippi. Nel 2014 prosegue la saga di Gargouilles, con il primo di una serie di One Shots con protagonista ancora il giovane mago Gregoire dal titolo Les mondes cachés - l'arbre-forêt accompagnato da nuovi personaggi, alle prese con nuove avventure e situazioni che si evolvono, ancora una volta con Les Humanoïdes Associés. Nel 2015 prosegue la saga di Le Voyage extraordinaire con la nuova trilogia Les îles Mysterieuses, sempre con Denis-Pierre Filippi ai testi, Gaspard Yvan ai colori e per l'editore Vents d'Ouest. Dal 2015 realizza diverse cover per le testate Disney pubblicate da IDW Comics negli USA. Dal 2015 realizza storie a fumetti con i personaggi Disney per le pubblicazioni Egmont di Copenaghen. Nel 2018 realizza, su testi di Denis-Pierre Filippi, Mickey et l'ocean perdu, e successivamente Mickey et la terre des anciens, entrambi all'interno della collana Disney by Glénat. Nel 2022 inizia una nuova serie per l'editore Vents d'Ouest, Prima Spatia, su testi di Denis-Pierre Filippi. È autore e conduttore di varie trasmissioni radiofoniche (La Gaggetta Show, Semi d'anguria e È Diverso!) su Radiolina e di varie trasmissioni televisive (La Gaggetta Show, Sport Club sugli Spalti, È Diverso!, Bagaglio a mano e Provette) su Videolina. Crea e coordina vari inserti satirici per L'Unione Sarda: la Gaggetta dello Sport, la Gaggetta Ufficiale, L'Unione Satira, che si avvalgono della collaborazione di numerosi autori umoristici e satirici di livello internazionale fra i quali Bruno Olivieri, Corrado Mastantuono, Piero Tonin, Lele Corvi, Salvagnini & Intini, Lido Contemori, Frago Comics, Mazza, Alessio Coppola, Andrea Pecchia, Fabrizio Lo Bianco, Gianni Allegra, Deco, Roberto Totaro.

## Opere

### Fumetti
- Dal 1989 ha realizzato numerose storie per la Disney (Walt Disney Italia, Panini, Egmont, IDW)[8]
- 1998 episodio con il personaggio di Bone di Jeff Smith su testi di Tito Faraci, pubblicata dall'editore Macchia Nera
- Le vin illustré en bandes dessinées. Ed. Source/La sirène
- Le foot illustré en bandes dessinées. Ed. Source/La sirène
- Gargouilles T2 (La clé du temps). Ed. Les Humanoides Associés, 2004[9]
- Gargouilles T3 (Les Gardiens). Ed. Les Humanoides Associés, 2005[10]
- Gargouilles T4 (Phidias). Ed. Les Humanoides Associés, 2007[11]
- Gargouilles T5 (Le double maléfique). Ed. Les Humanoides Associés, 2008[12]
- Gargouilles T6 (Le libre des mages). Ed. Les Humanoides Associés, 2009[13]
- Gargouilles T7 (La dernière porte). Ed. Les Humanoides Associés, 2012[14]
- Nefesis T1 (Resurrections). Ed. Dupuis, 2006[15]
- Nefesis T2 (Nemenes, roi maudit d'Aboucinti). Ed. Dupuis, 2007[15]
- Willy Wonder T1 (Le clan du Panda Cruel). Ed. Vents d'Ouest/Glenat, 2011[16]
- Le Voyage Extraordinaire - Le trophée Jules Verne T1. Ed. Vents d'Ouest/Glénat, 2012 - Prix BD d'Aventures CE EPIC SNCF[17]
- Le Voyage Extraordinaire - Le trophée Jules Verne T2. Ed. Vents d'Ouest/Glénat, 2013[18]
- Le Voyage Extraordinaire - Le trophée Jules Verne T3. Ed. Vents d'Ouest/Glénat, 2014 - Prix du public France 3 al Festival de la BD de l’Alpe d’Huez[19]
- Les Mondes cachés T1 (L'arbre-forêt). Ed. Les Humanoides Associés, 2015[20]
- Le Voyage Extraordinaire - Les ȋles mystérieuses T4. Ed. Vents d'Ouest/Glénat, 2016 - Prix Graphique Actusf de l’Uchronie 2016[21]
- Les Mondes cachés T2 (La confrérie secrète). Ed. Les Humanoides Associés, 2016[22]
- Le Voyage Extraordinaire - Les ȋles mystérieuses T5. Ed. Vents d'Ouest/Glénat, 2017
- Mickey et l'océan perdu - Ed Glénat, 2018
- Le Voyage Extraordinaire - Les ȋles mystérieuses T6. Ed. Vents d'Ouest/Glénat, 2018
- Les Mondes cachés T3 (Le maître des craies). Ed. Les Humanoides Associés, 2018
- Les Mondes cachés T4 (La vallée oubliée). Ed. Les Humanoides Associés, 2019
- Mickey et la terre des anciens - Ed Glénat, 2020
- Le Voyage Extraordinaire - Vingt mille lieues sous les glaces T7. Ed. Vents d'Ouest/Glénat, 2020
- Le Voyage Extraordinaire - Vingt mille lieues sous les glaces T8. Ed. Vents d'Ouest/Glénat, 2021
- Le Voyage Extraordinaire - Vingt mille lieues sous les glaces T9. Ed. Vents d'Ouest/Glénat, 2022
- Prima Spatia - L'Héritière T1. Ed. Vents d'Ouest/Glénat, 2022
- Le Voyage Extraordinaire - Voyage au centre des terres T10. Ed. Vents d'Ouest/Glénat, 2023
- Prima Spatia - La traque T2. Ed. Vents d'Ouest/Glénat, 2024
- Le Voyage Extraordinaire - Voyage au centre des terres T11. Ed. Vents d'Ouest/Glénat, 2024

### Narrativa
- Storie bestiali di animali anomali - libro per ragazzi (Condaghes)

### Film e Documentari
- Nel 2006 realizza il cortometraggio animato Dopo trent'anni prima.[23][24]
- Nel 2007 realizza la sceneggiatura del docu-fiction Tre anime, un viaggio, inserito nel progetto europeo Interreg.
- Fra il 2012 e il 2014 è autore dei cartoni animati Mosca[25], W la neve[26] e Santa Notte[27] nel contesto della serie di DVD I Cartoni dello Zecchino d'Oro, una co-produzione RAI e Antoniano.

## Premi e riconoscimenti
- Nel 2001 si aggiudica il Premio Fumo di China (X edizione), nella categoria Fumetto Umoristico Nuovi Autori.
- Nel 2006 ha vinto il concorso cinematografico AviSa, indetto dall'Istituto Superiore Regionale Etnografico della Sardegna.
- Nel 2016 il Tome 3 de Le Voyage Extraordinaire si aggiudica il Prix du public France 3 al Festival de la BD de l’Alpe d’Huez
- Nel 2016 il Tome 4 de Le Voyage Extraordinaire si aggiudica il Prix Graphique Actusf de l’Uchronie.
- Nel 2017 il Tome 1 de Le Voyage Extraordinaire si aggiudica il Prix BD d'Aventures CE EPIC SNCF.
- Nel 2018 la serie Le Voyage Extraordinaire si aggiudica l'Éléphant d’or al Festival di Chambéry.
- Nel 2021 si aggiudica il Premio Coco - Miglior disegnatore italiano per il libro "Mickey e l'oceano perduto", ed. Panini/Glenat/Disney.
- Nel 2024 si aggiudica il Prix Jeunesse al Festival di Valenciennes.